# 枚姓
枚姓是漢姓之一，在華人地區比較少見，在越南是常見姓氏。

## 延伸阅读
[在维基数据编辑]
 《欽定古今圖書集成·明倫彙編·氏族典·枚姓部》，出自陈梦雷《古今圖書集成》